# Vladislaff (1784)
Vladislaff var ett ryskt linjeskepp som erövrades av svenskarna i slaget vid Hogland 17 juli 1788 och hon deltog de två följande åren i det fortsatta kriget. Fartyget som var bestyckat med 74 kanoner deltog i sjökriget under svensk flagg, likaså medverkade hon i sjötågen 1808 och 1812–14. Fartyget antas ha varit upphovet till 1789 års skeppssjuka.

## Byggnad
Vladislaff byggdes för den ryska östersjöflottan och hon var ett av nitton fartyg av Jaroslav-klassen. Skeppet lades på stapelbädden den 19 september 1782 på Solombala varvet i Arkhangelsk och sjösattes den 12 maj 1784. Konstruktör var Michail Dmitrievich Portnov.

## Tjänstgöring
Från juni till augusti 1784 överfördes "Vladislaff"-eskadern från Arkhangelsk till Kronstadt. År 1785 seglade skeppet kring Bornholm i Östersjön och den 20 december 1787 tjänstgjorde hon i Medelhavet under ledning av amiral Samuel Greigh.
Den 23 juni 1788 seglade Vladislaff ut från Kronstadt på jakt efter svenska fartyg. Den 6 juli deltog fartyget i slaget vid Hogland, under vilket det fanns en kordebatalii. Under striden blev hon svårt skadad. Fartyget fick under beskjutningen 34 kulhål och 257 döda och sårade. På natten drev det skadade fartyget omkring tills hon hamnade mitt i den svenska flottan där hon befann sig vara omringad.

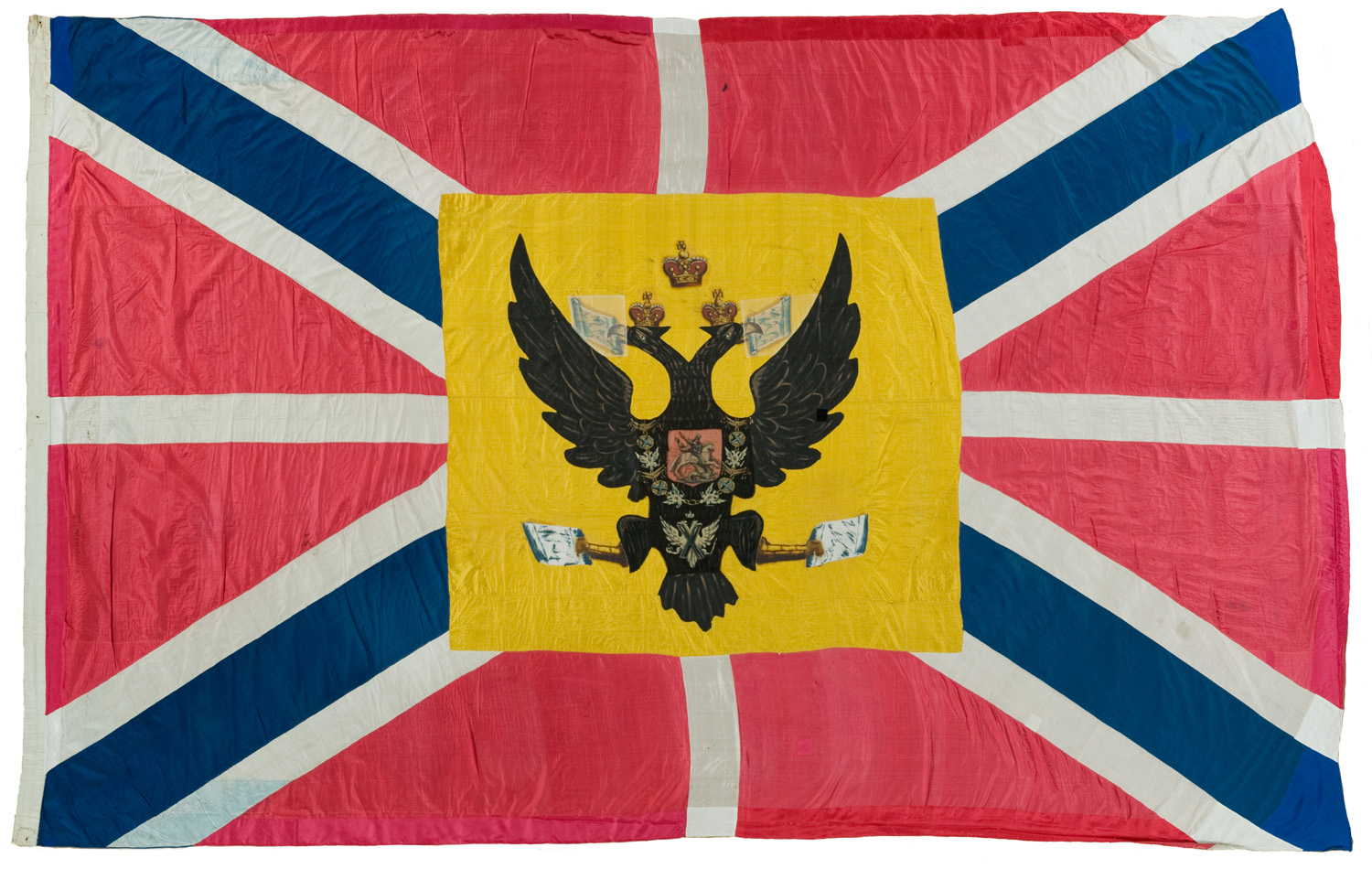
Flagga funnen ombord på Vladislaff - Sjöhistoriska museet, Stockholm

Vladislaff blockerade hamnen i Slite från den 12 maj 1808 under Ryska ockupationen av Gotland.

## Befälhavare
- 1784 - H.D. Kilenin
- 1785-1788 - S.C. Gibbs